# WOLF-TV
WOLF-TV est une station de télévision américaine appartenant à New Age Media, LLC affiliée au réseau Fox. Elle est située à Hazleton (Pennsylvanie) et sert aussi les marchés de Scranton et Wilkes-Barre.
Elle distribue aussi sur ses sous-canaux numériques les affiliés The CW et MyNetworkTV.

## Télévision numérique terrestre
| Canal virtuel | Nom     | Image | Aspect | Programmation                             |
| ------------- | ------- | ----- | ------ | ----------------------------------------- |
| 56.1          | WOLF-DT | 720p  | 16:9   | Programmation principale WOLF-TV / Fox HD |
| 56.2          | WSWB-DT | 480i  | 16:9   | The CW SD (affilié WSWB (en))             |
| 56.3          | WQMY-DT | 720p  | 16:9   | MyNetworkTV HD (affilié WQMY (en))        |
| 56.4          | —       | 480i  | 16:9   | Charge! (en)                              |